# 切爾尼克 (斯瓦利亞瓦區)
48°31′48″N 23°0′48″E / 48.53000°N 23.01333°E
切爾尼克（烏克蘭語：Черник），是烏克蘭西部的村莊，隸屬外喀爾巴阡州的穆卡切沃區。該村面積0.52平方公里，海拔高度238米，2001年該村落人口564。